# Laminou
Laminou è un arrondissement del Benin situato nella città di Ouèssè (dipartimento delle Colline) con 17.968 abitanti (dato 2006).